# هزار چشم
هزار چشم (به مالایالم: Aayiram Kannukal) و (به انگلیسی: Thousand Eyes) فیلمی هندی محصول سال ۱۹۸۶ و به کارگردانی جوشی است. در این فیلم بازیگرانی همچون مموتی، راتیش، شوبانا، جوزه پراکاش، راجیالکشمی و سوکوماری ایفای نقش کرده‌اند.